# Љубавни случај или трагедија службенице ПТТ
Љубавни случај или трагедија службенице ПТТ је југословенски љубавни драмски филм црног таласа , чије је снимање завршено 3. марта 1967. године у режији Душана Макавејева.Филмје премијерно почео да се даје 6. јуна 1967. године. Филм обилује метафорама и асоцијацијама на тадашње комунистичко друштво које само изгледа здраво, због чега је трпио велике критике тадашње власти и због тога се сврстава у категорију југословенског црног таласа. По приказивању, филм је остварио велику популарност у Југославији и свету, и био је тема великог броја радова и дискусија. На четрнаестом Пулском филмском фестивалу, Душан Макавејев је добио посебно признање за истраживачки приступ у филму.
Поред Еве Рас у главној улози, у филму играју Слободан Алигрудић, Ружица Сокић и Миодраг Андрић.
Југословенска кинотека у сарадњи са ВИП мобајл и студио Авала је рестаурисала овај филм. Премијера је одржана 25. јануара 2020. у свечаној сали Југословенске кинотеке.

## Радња
Млада поштанска службеница Изабела (Ева Рас) започиње љубавну романсу са озбиљним младим мушкарцем Ахмедом (Слободан Алигрудић). Међутим, за време његовог службеног одсуства, девојка се упушта у љубавну везу са насртљивим колегом са посла (Миодраг Андрић). Девојка остаје у другом стању. По повратку младића са службеног пута долази до сукоба између њих двоје који се трагично завршава...

## Улоге
- Ева Рас — Изабела Гароди, телефонисткиња
- Слободан Алигрудић — Ахмед, санитарни радник
- Ружица Сокић —Ружа, Изабелина колегиница
- Миодраг Андрић — Мића, поштар и заводник
- Др Александар Ђ. Костић — Експерт за сексуална питања (глуми самог себе)
- Др Живојин Л. Алексић — Експерт за криминалистику (глуми самог себе)
- Др Драган Обрадовић — Обдуцент (глуми самог себе)
- Раде Љубисављевић — Водоинсталатер
- Аца Тадић — Јорганџија

## Римејк филма
Римејк филма снимљен је 2016. под насловом Љубавни случај у режији Јелене Антонић, са Марином Буквички у главној улози.

## Културно добро
Југословенска кинотека је, у складу са својим овлашћењима на основу Закона о културним добрима, 28. децембра 2016. године прогласила сто српских играних филмова (1911–1999) за културно добро од великог значаја. На тој листи се налази и филм Љубавни случај или трагедија службенице ПТТ.